# 내일의 나쟈
《내일의 나쟈》(일본어: 明日のナージャ)는 토도 이즈미의 원작으로 도에이 애니메이션에 의해 제작된 주인공 나쟈의 어머니 찾기의 여행과 연애를 그린 소녀들을 위한 애니메이션이다. 일본에서는 2003년 2월 2일부터 2004년 1월 25일까지 총 50화가 종료되었다. 대한민국에서는 2007년 1월 투니버스에 방영되었으며, 2007년 6월에 종료되었다.

## 방송 일시
| 방송사    | 방영 기간                       | 비고 |
| --------- | ------------------------------- | ---- |
| TV 아사히 | 2003년 2월 2일 ~2004년 1월 25일 | 종료 |

## 작품 소개
- 《캔디 캔디》나 《하이카라씨가 간다》등의 1970년대의 순정만화 애니메이션을 본뜬 작풍이 특징이다. 방영 당시부터 약 100년 전, 20 세기 초두의 유럽과 이집트를 무대에, 주인공 나쟈의 모친 찾기를 이야기의 날실에 자리잡아 쌍둥이의 소년 프란시스와 키스와의 연애극을 횡사로서 관련된 의욕작.유럽을 둘러싼 모친 찾기의 여행에는 세계 명작 극장으로부터의, 프란시스와 키스와의 연애 모양에는 소녀 만화로부터의 영향을 적지 않게 볼 수 있다. 또, 작중으로 나쟈가 관련되는 에피소드의 상당수는, 귀족과 평민, 자산가와 가난한 사람등의, 사회적인 신분 격차에 관련되는 것이다.
- 나쟈는 Tyrolian 댄스나 이탈리안 플래그 쇼, 플라맹고등의 무대가 되는 유럽 각지에서 확실히 익힌 댄스나, 특기의 하나인 노래를 작중으로 피로한다.프로그램 도중까지는 첫머리에서 무대가 되는 도시명을 읽어 내릴 수 있고 있어 유럽 각지의 풍속 묘사도 이 작품에 흥취를 더하고 있다.또, 많은 미청년·미소년이 등장하는 것도, 이 작품의 특징이다.
- 애니메이션 이야기를 다룬 만화책이 연재가 되었다.
- 원래 100화 예정작이었으나, 진부하고 어디선가 본 듯한 소재와 시청률 저조로 인해 50화로 조기종영되었다. 조기종영이후 미국,라틴아메리카,프랑스,포르투칼,러시아,중국 판권계약을 하였다.
- 이 작품의 시청률 저조로 도에이 애니메이션은 2004년 후속작을 방영하였는데 바로 그 작품이 프리큐어 시리즈이다.

## 같이 보기

### 역사적&시대배경으로 한 작품
- 캔디 캔디
- 세계명작극장
- 바람의 검심
- 요리왕 비룡